# Mnevis

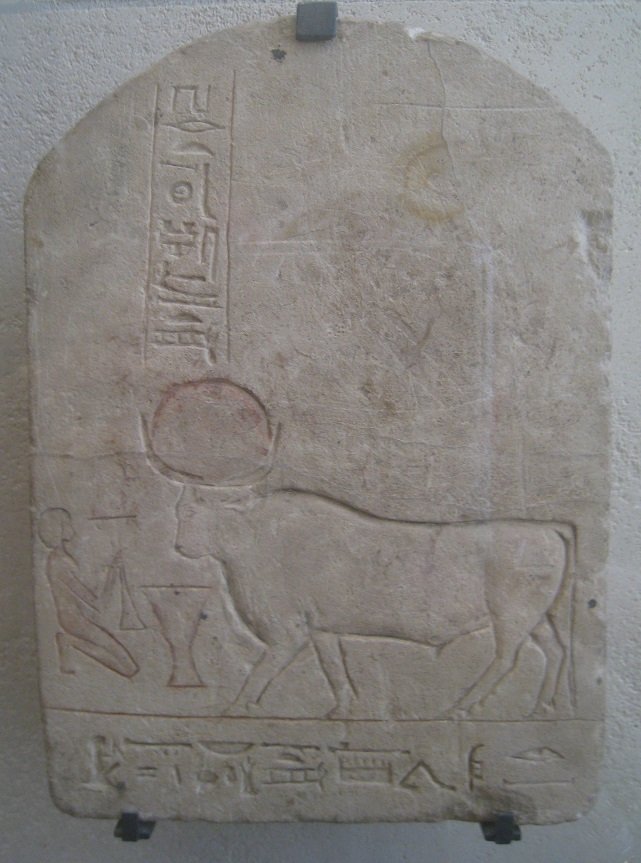
Mnevis Ta Louvre 08032013

Mnevis (altgriechisch Μνεῦις oder Μνῆυις, altägyptisch Mr-wr oder Mn-wr) war der heilige Stier des altägyptischen Heliopolis, der sowohl den Sonnengott Re bzw. Atum verkörperte, als auch als Mittler zwischen Göttern und Menschen fungierte.
Sein Kultort Heliopolis war das größte religiöse Zentrum Ägyptens, das sich heute unter dem modernen Kairener Stadtteil Matariya befindet.  Dieser Umstand macht Grabungen in diesem Bereich sehr schwierig. Die Quellenlage speziell zum Mnevis-Kult ist dürftig, denn der alte Tempelbezirk ist nicht erhalten. Es konnten zwar zwei Gräber ausfindig gemacht werden, aber es bleiben viele Fragen offen.

## Darstellung
Der Mnevis-Stier hob sich durch sein Äußeres von anderen Stieren ab. In antiken Quellen wird er zumeist als großer schwarzer Stier beschrieben, dessen Fell gegen den Strich gerichtet ist. Besonders große Hoden stellen ein weiteres Merkmal dar  und auf Denkmälern und Stelen zeichnet er sich überdies durch einen hohen Nackenwulst aus. Meist trägt der Stier auch eine Sonnenscheibe zwischen den Hörnern. Doch Mnevis ist nicht nur auf die Erscheinung als Stier beschränkt, zuweilen wird er auch als Mensch mit einem Stierkopf dargestellt. Wenn der verstorbene Mnevis abgebildet werden sollte, konnte der Stier zusätzlich zur Sonnenscheibe auch noch zwei Straußenfedern tragen.

## Theologie
Der Mnevis-Stier war eng mit dem Sonnengott verbunden. Das zeigt sich durch seinen Beinamen „Großer Gott“, „Herr des Himmels“, „Herrscher von Heliopolis“ sowie den Titel „Herold des Re, der die Maat zu Atum aufsteigen lässt“.
In der Rolle des Herolds wurde der Mnevis-Stier als Orakel befragt und galt als Mittler zwischen den Göttern und den Menschen. An ihn richteten Angehörige verschiedener sozialer Schichten ihre Gebete, die auf Stelen angebracht und im Tempel aufgestellt wurden. Der beteiligte Personenkreis bestand anfangs hauptsächlich aus Personen, die eher den niederen Schichten angehörten, ab der Ramessiden-Zeit waren dann auch Mitglieder der Tempelverwaltung vertreten.
Die enge Verbindung zwischen Mnevis und dem Sonnengott zeigt sich auch in der Amarna-Zeit: Während der Herrschaft Echnatons wurde der Mnevis-Kult trotz der religiösen Umwälzungen fortgeführt und nicht, wie viele andere, verboten.
Neben der Verkörperung des Sonnengottes, lässt sich auch eine spezielle Beziehung zu Osiris feststellen. Im Totenkult war es üblich, jeden Verstorbenen mit dem Totengott Osiris zu identifizieren, ein Brauch, der auch heilige Tiere miteinschließen konnte. In diesem Kontext wurde der Stier deswegen als Osiris-Mnevis bezeichnet. Der schon im Neuen Reich verwendete Name Mnevis-Wennofer macht eine weitere Verbindung zu Osiris deutlich: Der Beiname wird eigentlich nur dem Osiris zugeordnet. Der Charakter des Mnevis-Wennofer ist aufgrund der wenigen vorhandenen Quellen weitestgehend ungeklärt, doch er ist vermutlich eine Sonderform des Stieres.

## Kult
Die ältesten Belege für den Mnevis-Stier stammen aus der 18. Dynastie. Der Kult entwickelte sich jedoch schon sehr viel früher. Bereits im Alten Reich in den Pyramidentexten ist von einem „Stier von Heliopolis“ die Rede (PT 716), ob er jedoch mit dem späteren Mnevis-Stier identisch ist, bleibt unklar. Es ist durchaus möglich, dass es sich bei dem in den Pyramidentexten erwähnten Stier, um einen dem Sonnengott untergeordneten Tier oder auch um eine Bezeichnung des Sonnengotts selbst handelt. Die Anfänge des Stierkults werden sich jedoch unabhängig vom Sonnenkult entwickelt haben. Im Mittelpunkt des ursprünglich selbstständigen Stierkultes werden vermutlich die Stärke und Zeugungskraft eines Stieres gestanden haben.
Die Details, die über den Kult bekannt sind, weisen starke Ähnlichkeiten zum Apis-Stierkult von Memphis auf. Wie dem Apis-Stier, gehörte dem Mnevis eine eigene Tempelherde, die in den Kult miteingebunden wurde. Sowohl die Kälber als auch Mneviskühe konnten nach dem Tod des Stiers mit ihm und einigen Grabbeigaben zusammen im selben Grab bestattet werden. Eine besondere Ehrung kam der Mutter des Mnevis zu, die Hesat, deren eigener Kult in Atfih, der Hauptstadt des 21. oberägyptischen Gaus, beheimatet war. Sie wurde dort als weiße Kuh verehrt. Es ist jedoch davon auszugehen, dass die beiden Tiere trotz des Titels „Mutter des Mnevis“ nur auf theologischer Ebene in verwandtschaftlicher Beziehung standen, zumindest lässt sich eine Blutsverwandtschaft nicht feststellen. Es ist nicht unüblich, dass zwei ursprünglich unabhängig voneinander entstandene Tierkulte auch auf Grund geographischer Nähe miteinander in Beziehung gesetzt wurden. Ziel war es, dadurch eine Götterfamilie zu erschaffen, wie es auch zum Beispiel bei den Göttern Osiris, Isis und Horus der Fall war.
Einzelheiten über die Bestattungsriten des Mnevis sind nicht bekannt. Ein ramessidischer Text berichtet von einem memphitischen Priester des Ptah, der sowohl an einer Bestattung des Apis, als auch des Mnevis beteiligt war. Es heißt, er habe sich zu den jeweiligen Zeiten im Haus des Apis in Memphis, beziehungsweise im Haus des Mnevis in Heliopolis aufgehalten. Seine Aufgabe war es, die Ordnung während der 70-tägigen Trauerzeit in der jeweiligen Stadt zu bewahren. Die memphitische Priesterschaft war also auch an den Bestattungsriten des heliopolitanischen Mnevis-Stiers beteiligt.
Während der Mumifizierung im Einbalsamierungshaus herrschte große Trauer um den verstorbenen Stier. Nach der Bestattung wurde ein neuer Mnevis-Stier, der dieselben Attribute aufwies, ausgewählt und in den Tempel gebracht. Diese Feierlichkeiten, die vermutlich auch von Prozessionen begleitet wurden, werden Inthronisation genannt.

## Bestattung
Die ältesten erhaltenen Mnevis-Gräber stammen aus der Zeit Ramses II. und gehören zu einem Friedhof, der heutzutage von dem Dorf Arab al-Tawil überbaut ist.
Wegen der modernden Bebauung sind moderne archäologische Arbeiten in diesem Areal sehr schwierig, sodass auf Altgrabungen des 19. und 20. Jahrhunderts zurückgegriffen werden muss.
Apis, der heilige Stier von Memphis wurde ab dem Neuen Reich in einer großen unterirdischen Anlage, dem Serapeum, bestattet und auch dem Buchis-Stier von Armant wurde das ähnlich gestaltete Bucheum als Grabstätte zugewiesen. Obwohl der Mnevis-Stier-Friedhof überbaut wurde, macht das Terrain deutlich, dass sich das Terrain schon während der Pharaonenzeit nicht für unterirdische Galerien eignete. Aus diesem Grund musste eine andere Bestattungsform gewählt werden: So wurde eine große, mit Steinen ausgekleidete Grube ausgehoben. Das älteste Mnevisgrab maß über fünf mal drei Meter und war drei Meter tief. An der Südseite befand sich der Eingang, der über eine abwärtsführende Rampe erreicht wurde. Das Innere des Grabes war stark beschädigt, sodass sich die Wandreliefs nur schlecht erhalten haben. Ursprünglich zeigten die Darstellungen den König und verschiedene Götter. An beiden Enden der Grabkammer war jeweils eine Stele mit den Baudaten errichtet worden. Durch das steigende Grundwasser wurden nicht nur die Reliefs, sondern auch die Grabbeigaben größtenteils zerstört, allerdings konnten einige Uschebti-Figuren, Amulette und Vasen geborgen werden. Außerdem konnte ein sogenannter Herzskarabäus des Stiers gefunden werden. Diese Skarabäen wurden dem Verstorbenen, in diesem Fall dem verstorbenen Mnevis-Stier, bei der Mumifizierung anstelle des Herzens eingesetzt. Der Stier-Leichnam musste vermutlich auf einer Liege aufgebahrt gewesen sein, zumindest hatten sich von einem solchen Möbel einzelne Elemente aus Bronze erhalten. Eine Besonderheit stellen die ebenfalls im Grab gefundenen Kanopenkrüge dar: In der Regel wurden einem Verstorbenen vier Krüge mitgegeben, die die separat einbalsamierten Organe des Toten enthielten. Im Mnevis-Grab konnten jedoch Kanopenkrüge von drei bis vier Rindern gefunden werden, die womöglich nacheinander im selben Grab bestattet worden waren.
Im Genfer Museum ist ein Kalkstein-Kanopenkrug eines Mnevis-Stieres ausgestellt, der aus Heliopolis während der 18. Dynastie entstammt. In welchem Grab sich der Krug genau befunden hatte, ist unbekannt. Die Aufschrift besagt, dass das Gefäß aus der Zeit Hatschepsuts stammt und ist fast 70 cm hoch. Der Deckel des Kanopenkrugs ist wie ein menschlicher Kopf geformt und bildet den Horussohn Hapi ab.
Ein anderes Mnevis-Grab scheint einen Sarkophag aus Kalkstein enthalten zu haben, in dem der Mnevis-Stier zur Ruhe gelegt worden war. Der Sarkophag wurde Ende des 19. Jahrhunderts entdeckt und ausgegraben, allerdings ist über das Mnevis-Grab, aus dem er stammt, nichts bekannt. Der Sarkophag ist jedoch mit einer Länge von weniger als 1,5 Metern eindeutig zu klein für die Mumie eines ausgewachsenen Mnevis-Stiers.
Noch ein weiteres Grab ist aus der Ramessiden-Zeit, genauer aus Regierungszeit des Ramses VII erhalten. Es wurde mit gut erhaltenen Darstellungen des Königs, der dem verstorbenen Mnevis und anderen Göttern ein Opfer darbringt, geschmückt. Sieben Kanopenkrüge konnten aus dem Grab geborgen werden, die zu mehreren Rindern gehört haben müssen. Obwohl der Wasserschaden erheblich ist, haben sich einige Stierknochen erhalten und auch Bronzeverschlüsse von Särgen konnten gefunden werden.
Von Bestattungen aus der Spätzeit liegen nur wenige Gegenstände vor und obwohl der Mnevis-Kult noch in der griechisch-römischen Zeit bestanden haben muss, hat sich kein archäologisches Material aus dieser Epoche bewahrt.